# Roccagiovine
Roccagiovine är en ort och kommun i storstadsregionen Rom, innan 2015 provinsen Rom, i regionen Lazio i Italien. Kommunen hade 255 invånare (2018).